# Michele Barricelli
Michele Barricelli (* 29. Oktober 1966 in West-Berlin) ist ein deutscher Historiker und Geschichtsdidaktiker. Er hat seit 2016 den Lehrstuhl für Didaktik der Geschichte und Public History an der Ludwig-Maximilians-Universität München inne. Zuvor war er von 2009 bis 2016 Professor an der Leibniz-Universität Hannover.

## Leben
Michele Barricelli wuchs im Westteil Berlins auf, wo er im Stadtteil Friedenau das Paul-Natorp-Gymnasium besuchte. Er studierte an der Freien Universität Berlin (FU) Geschichte und Geographie auf das Lehramt der Realschule und legte 1993 sein Erstes Staatsexamen ab. Nach seinem Referendariat und dem Zweiten Staatsexamen (mit Auszeichnung) wurde er 1997 Wissenschaftlicher Mitarbeiter von Horst Gies an der FU Berlin im Bereich der Geschichtsdidaktik. Seine Lehrtätigkeit bezog sich dabei zumeist auf die Durchführung von Proseminaren und die Betreuung von Unterrichtspraktika. 2003 wurde Barricelli „summa cum laude“ mit der Dissertation Schüler erzählen Geschichte. Narrative Kompetenz im Geschichtsunterricht zum Dr. phil. in der Geschichtsdidaktik promoviert.
Anschließend arbeitete er an der FU an der Studienreform zur Einführung des Bachelor- und Mastersystems mit. Nach einer zweimonatigen Tätigkeit als Wissenschaftlicher Mitarbeiter bei Michael Sauer an der Universität Göttingen trat er von 2004 bis Ende 2008 eine Stelle als Juniorprofessor für Geschichtsdidaktik an der FU Berlin an. Zwischenzeitlich übernahm er an der Universität Siegen eine Vertretungsprofessur für diesen Bereich. Von 2009 bis 2016 hatte er die Professur für Didaktik der Geschichte an der Leibniz Universität Hannover inne. Im August 2016 wechselte er an die Ludwig-Maximilians-Universität München und ist dort Professor für Didaktik der Geschichte und Public History.
Barricellis Forschungsinteresse gilt der empirischen Lehr-Lern-Forschung. Sein Schwerpunkt liegt bei Kompetenzmodellen für das historische Lernen unter besonderer Berücksichtigung der Narrativen Kompetenz. Des Weiteren befasst er sich mit dem interkulturellen Geschichtslernen und der Darstellung von Zeitgeschichte (Nationalsozialismus, DDR) im Unterricht. Dabei steht für ihn die Narration im Vordergrund.
Barricelli ist Mitglied der Wissenschaftlichen Fachkommission der Stiftung niedersächsische Gedenkstätten und des Internationalen Beirats der Bundeskanzler-Willy-Brandt-Stiftung (bis Ende 2021). Er ist außerdem regionaler Jury-Vorsitzender im Rahmen des Geschichtswettbewerbs des Bundespräsidenten.
Seine aktuellen Projekte sind die „VHA (Visual History Archive der Shoah Foundation) in den Schulen“ und die Beratung und Mitarbeit im Projekt „Zwangsarbeit 1939–1945“. Zudem fungierte er als Fachberater des Klett Schulbuchverlags.

## Werke (Auswahl)
Monographien
- Schüler erzählen Geschichte. Narrative Kompetenz im Geschichtsunterricht (= Forum historisches Lernen). Schwalbach/Ts. 2005, 3. Aufl. 2008.
- Widerstand in Berlin gegen das NS-Regime 1933 bis 1945. Ein biographisches Lexikon. Bd. 1: Buchstaben A und B. Berlin 2004 (zus. mit René Mounajed).
- Widerstand in Berlin gegen das NS-Regime 1933 bis 1945. Ein biographisches Lexikon. Bd. 8: Buchstabe U. Berlin 2004.
- mit Horst Gies: Nationalsozialismus (= Wochenschau, Themenheft 3/4 1998).

Herausgeberschaft
- mit Michael Jung, Detlef Schmiechen-Ackermann (Hrsg.): Ideologie und Eigensinn. Die Technischen Hochschulen in der Zeit des Nationalsozialismus. Wallstein, Göttingen 2017, ISBN 978-3-8353-3098-6.
- mit Lena Deuble, Carlos Kölbl, Lisa Konrad und Jürgen Straub (Hrsg.): Vielfalt, Identität, Erzählung. Geschichtsbewusstsein und Geschichtskultur in der Wanderungsgesellschaft (Schwerpunktthema) (= Psychosozial, 136, Heft 2/2014).
- mit Tabea Golgath (Hrsg.): Historische Museen heute. Schwalbach/Ts. 2014.
- mit Axel Becker, Christian Heuer (Hrsg.): Jede Gegenwart hat ihre Gründe. Geschichtsbewusstsein, historische Lebenswelt und Zukunftserwartung im frühen 21. Jahrhundert (Festschrift für Hans-Jürgen Pandel zum 70. Geburtstag). Schwalbach/Ts. 2011.
- mit Christoph Hamann, René Mounajed, Peter Stolz: Historisches Wissen ist narratives Wissen. Aufgabenformate für den Geschichtsunterricht in den Sekundarstufen I und II. Potsdam/Berlin 2008.
- mit Julia Hornig (Hrsg.): Aufklärung, Bildung, „Histotainment“? – Zeitgeschichte in Unterricht und Gesellschaft heute. Frankfurt am Main 2008.
- mit Martin Lücke (Hrsg.): Handbuch. Praxis des Geschichtsunterrichts. 2 Bde. Schwalbach/Ts. 2012.

Aufsätze
- Anderssein hat Geschichte. In: Spurensuchen. Magazin für historisch-politische Bildung. Hamburg 2014.
- Historisches Lernen und narrative Emotion. Anmerkungen zu einer erzähltheoretisch orientierten Geschichtsdidaktik, die Gefühle respektiert. In: Juliane Brauer,  Martin Lücke (Hrsg.): Emotionen, Geschichte und historisches Lernen. Geschichtsdidaktische und geschichtskulturelle Perspektiven. Göttingen 2013, S. 165–184.
- „Das wollt’ ich nur erzählen.“ Versuche narrativer Kunst im Geschichtsunterricht. In: Meik Zülsdorf-Kersting u. a. (Hrsg.): Guter Geschichtsunterricht. Schwalbach/Ts. 2012, S. 123–135.
- Hintergründige Geschichte – Perspektiven und Einstellungen von Studierenden des Lehramts Geschichte mit interkulturellem Hintergrund. In: Jan Hodel, Béatrice Ziegler (Hrsg.): Forschungswerkstatt Geschichtsdidaktik 07. Beiträge zur Tagung „Geschichtsdidaktik empirisch 07“. Bern 2010, S. 135–147.
- Thematische Strukturierungskonzepte. In: Hilke Günther-Arndt (Hrsg.): Geschichtsmethodik. Handbuch für die Sekundarstufe I und II. Berlin 2007, S. 46–62.
- Problemorientierung. In: Ulrich Mayer, Hans-Jürgen Pandel (Hrsg.): Handbuch Methoden im GU. 2., überarb. Aufl., Schwalbach/Ts. 2007, S. 78–90.
- Mütter, Minnas, Bleisoldaten. Empirisch-hermeneutische Untersuchungen zur Frage des Geschlechteraspekts in historischen Schülererzählungen. In: Zeitschrift für Geschichtsdidaktik 3 (2004), S. 103–124.